# Кроа Калијо
Кроа Калијо (фр. Croix-Caluyau) насеље је и општина у североисточној Француској у региону Север-Па д Кале, у департману Север која припада префектури Авне сир Елп.
По подацима из 2011. године у општини је живело 252 становника, а густина насељености је износила 62,84 становника/km². Општина се простире на површини од 4,01 km². Налази се на средњој надморској висини од 134 метара (максималној 151 m, а минималној 128 m m).

## Демографија
| 1962. | 1968. | 1975. | 1982. | 1990. | 1999. | 2011. |
| ----- | ----- | ----- | ----- | ----- | ----- | ----- |
| 253   | 262   | 248   | 220   | 216   | 213   | 252   |

График промене броја становника у току последњих година